# División de Honor 1998-1999 (calcio a 5)
La División de Honor 1998-1999 è stata la 10ª edizione del massimo torneo di calcio a 5 spagnolo. Organizzata dalla Liga Nacional de Fútbol Sala, la stagione regolare è iniziata il 12 settembre 1998 e si è conclusa il 1º maggio 1999, prolungandosi fino al 20 giugno con la disputa dei play-off.

## Stagione regolare

### Classifica
|  | Pos. | Squadra             | Pt | G  | V  | N  | P  | GF  | GS  | DR  |
|  | ---- | ------------------- | -- | -- | -- | -- | -- | --- | --- | --- |
|  | 1.   | Playas de Castellón | 82 | 34 | 25 | 7  | 2  | 185 | 91  | +94 |
|  | 2.   | CLM Talavera        | 77 | 34 | 23 | 8  | 3  | 157 | 90  | +67 |
|  | 3.   | Segovia             | 76 | 34 | 24 | 4  | 6  | 150 | 99  | +51 |
|  | 4.   | Interviú            | 70 | 34 | 21 | 7  | 6  | 145 | 83  | +62 |
|  | 5.   | Industrias García   | 56 | 34 | 18 | 2  | 14 | 147 | 142 | +5  |
|  | 6.   | ElPozo Murcia       | 50 | 34 | 15 | 5  | 14 | 137 | 131 | +6  |
|  | 7.   | Martorell           | 46 | 34 | 14 | 4  | 16 | 116 | 125 | -9  |
|  | 8.   | Rías Baixas         | 43 | 34 | 11 | 10 | 13 | 102 | 112 | -10 |
|  | 9.   | Carnicer Torrejón   | 42 | 34 | 12 | 6  | 16 | 117 | 114 | +3  |
|  | 10.  | Astorga             | 41 | 34 | 12 | 5  | 17 | 113 | 135 | -22 |
|  | 11.  | Sol Fuerza          | 40 | 34 | 12 | 4  | 18 | 120 | 137 | -17 |
|  | 12.  | Jerez               | 39 | 34 | 10 | 9  | 15 | 98  | 118 | -20 |
|  | 13.  | O Parrulo           | 39 | 34 | 10 | 9  | 15 | 110 | 138 | -28 |
|  | 14.  | Cartagena           | 38 | 34 | 10 | 8  | 16 | 95  | 122 | -27 |
|  | 15.  | Xota                | 36 | 34 | 11 | 3  | 20 | 149 | 178 | -29 |
|  | 16.  | Valencia            | 35 | 34 | 9  | 8  | 17 | 104 | 128 | -24 |
|  | 17.  | Jaén                | 34 | 34 | 10 | 4  | 20 | 105 | 137 | -32 |
|  | 18.  | Maspalomas          | 20 | 34 | 5  | 5  | 24 | 89  | 159 | -70 |

### Verdetti
- Segovia campione di Spagna 1998-99.
- Maspalomas, Jaén e Valencia retrocessi in División de Plata 1999-00.

## Play-off
I play-off valevoli per il titolo nazionale si sono svolti tra il 15 maggio e il 20 giugno 1999. Il regolamento prevede che i quarti di finale si giochino al meglio delle tre gare mentre le semifinali e la finale al meglio delle cinque.

### Tabellone
|  | Quarti di finale | Quarti di finale    | Quarti di finale  | Quarti di finale  | Quarti di finale |       |          | Semifinali          | Semifinali | Semifinali | Semifinali | Semifinali |  |  | Finale | Finale  | Finale | Finale | Finale | Finale | Finale |
|  |                  |                     |                   |                   |                  |       |          |                     |            |            |            |            |  |  |        |         |        |        |        |        |        |
|  | 2                | CLM Talavera        | 4                 | 5                 | –                |       |          |                     |            |            |            |            |  |  |        |         |        |        |        |        |        |
|  | 7                | Martorell           | 3                 | 4                 | –                |       |          |                     |            |            |            |            |  |  |        |         |        |        |        |        |        |
|  | 7                | Martorell           | 3                 | 4                 | –                |       | 2        | CLM Talavera        | 8          | 2          | 3 (2)      |            |  |  |        |         |        |        |        |        |        |
|  |                  |                     |                   |                   |                  |       | 2        | CLM Talavera        | 8          | 2          | 3 (2)      |            |  |  |        |         |        |        |        |        |        |
|  |                  | 3                   | Segovia           | 6                 | 8                | 3 (3) |          |                     |            |            |            |            |  |  |        |         |        |        |        |        |        |
|  | 3                | 3                   | Segovia           | 6                 | 8                | 3 (3) | Segovia  | 7                   | 4          | –          |            |            |  |  |        |         |        |        |        |        |        |
|  | 3                |                     |                   |                   |                  |       | Segovia  | 7                   | 4          | –          |            |            |  |  |        |         |        |        |        |        |        |
|  | 6                | ElPozo Murcia       | 3                 | 2                 | –                |       |          |                     |            |            |            |            |  |  |        |         |        |        |        |        |        |
|  |                  |                     |                   |                   |                  |       |          |                     |            |            |            |            |  |  | 3      | Segovia | 6      | 5      | 5      | –      | –      |
|  |                  |                     | 5                 | Industrias García | 5                | 4     | 2        | –                   | –          |            |            |            |  |  |        |         |        |        |        |        |        |
|  | 1                | Playas de Castellón | 9                 | 9                 | –                |       |          |                     |            |            |            |            |  |  |        |         |        |        |        |        |        |
|  | 8                | Rías Baixas         | 2                 | 5                 | –                |       |          |                     |            |            |            |            |  |  |        |         |        |        |        |        |        |
|  | 8                | Rías Baixas         | 2                 | 5                 | –                |       | 1        | Playas de Castellón | 2          | 4          | –          |            |  |  |        |         |        |        |        |        |        |
|  |                  |                     |                   |                   |                  |       | 1        | Playas de Castellón | 2          | 4          | –          |            |  |  |        |         |        |        |        |        |        |
|  |                  | 5                   | Industrias García | 3                 | 7                | –     |          |                     |            |            |            |            |  |  |        |         |        |        |        |        |        |
|  | 4                | 5                   | Industrias García | 3                 | 7                | –     | Interviú | 5                   | 4          | –          |            |            |  |  |        |         |        |        |        |        |        |
|  | 4                |                     |                   |                   |                  |       | Interviú | 5                   | 4          | –          |            |            |  |  |        |         |        |        |        |        |        |
|  | 5                | Industrias García   | 6                 | 11                | –                |       |          |                     |            |            |            |            |  |  |        |         |        |        |        |        |        |

### Quarti di finale

#### Gara 1
| Arbitri: | Ramón Blanco Marcelino Blázquez |

|                                                           |           |                                        |
| Daniel 7’, 11’ Serpa 10’ Riquer 15’, 26’ Jiménez 31’, 36’ | Marcatori | 26’ Nilo 31’ P. Sánchez 39’ Schatzmann |

| Arbitri: | Javier Forero Pedro Galán |

|                                                    |           |                                       |
| J. Linares 6’ Lolo 18’ C. Sánchez 23’ A. Silva 39’ | Marcatori | 1’ Brocanelo 31’ D. Blanco 31’ Emilio |

| Arbitri: | Francisco Jesús Torres Luis Trujillo |

|                                                             |           |                                                 |
| Prieto 1’ J. García 6’ D. Fernández 10’ Marín 30’ Chôco 39’ | Marcatori | 11’, 24’, 35’, 44’ Alex 11’ Salgado 22’ Redondo |

| Arbitri: | José Miguel Alonso Juan Carlos Viela |

|                                                                                              |           |                             |
| Edésio 2’, 34’, 35’ F. Torres 2’, 34’ Paulinho 5’ Ja. Rodríguez 7’ Ja. Sánchez 22’ Cupim 32’ | Marcatori | 30’ Cameselle 38’ J. Santos |

#### Gara 2
| Arbitri: | Juan Carlos Bolívar Rubira Antón |

|                        |           |                                        |
| Pato 4’ Schatzmann 30’ | Marcatori | 3’ Adeva 26’ Serpa 36’ Orol 37’ Daniel |

| Arbitri: | Rafael Zurro Miguel Couso |

| |           |                                                  |
| Redondo 1’ Serrano 3’ J. García 9’ (aut.) Jo. Sánchez 11’, 18’, 26’ Salgado 22’, 36’ Carosini 24’ (aut.) Marcelo 30’, 33’ | Marcatori | 1’ Cobeta 18’ D. Fernández 22’ Marín 38’ Borrell |

| Arbitri: | Vicente Comes Jorge Igual |

|                                          |           |                                                |
| Brocanelo 8’, 38’ Fredy 18’ Valtinho 21’ | Marcatori | 7’ Herrero 7’, 24’, 41’ Cáceres 34’ J. Linares |

| Arbitri: | Francisco Martín Santiago Castell |

|                                             |           | |
| Cameselle 1’, 9’, 19’ Pitu 2’ J. Santos 12’ | Marcatori | 5’, 26’ F. Torres 8’ Paulinho 17’ Ja. Rodríguez 22’, 31’ Ja. Sánchez 24’, 38’ Edésio 26’ J.M. Torres |

### Semifinali

#### Gara 1
| Arbitri: | Salvador Vadillo Juan Molins |

|                                                                          |           |                                                |
| J. Linares 9’, 29’, 37’, 40’ Sorato 15’, 31’ C. Sánchez 25’ A. Silva 29’ | Marcatori | 4’, 22’, 33’, 36’ Daniel 34’ C. Muñoz 39’ Orol |

| Arbitri: | Juan Carlos Bolívar Rubira Antón |

|                             |           |                                      |
| Cupim 15’ Ja. Rodríguez 39’ | Marcatori | 30’ Jo. Sánchez 35’ Mora 37’ Serrano |

#### Gara 2
| Arbitri: | Rafael Zurro Miguel Couso |

|                                                                                 |           |                            |
| Daniel 5’, 32’, 33’ Adeva 6’ Jiménez 15’ Orol 16’ C. Muñoz 23’ Serpa 39’ (t.l.) | Marcatori | 7’ A. Silva 39’ A. Linares |

| Arbitri: | Javier Forero Pedro Galán |

|                                                                    |           |                                                           |
| Jo. Sánchez 10’, 11’ Marcelo 24’, 26’, 38’ Redondo 34’ Serrano 39’ | Marcatori | 19’ Ja. Rodríguez 22’ Ja. Sánchez 34’ Edésio 35’ Paulinho |

#### Gara 3
| Arbitri: | Francisco Villegas Enrique González |

|                                   |                      |                                 |
| Sorato 1’ J. Linares 1’ Boned 32’ | Marcatori            | 2’ Serpa 25’ Jiménez 36’ Daniel |
|                                   | Tiri di rigore 2 – 3 |                                 |

### Finale

#### Gara 1
| Arbitri: | Rafael Zurro Miguel Couso |

|                                                           |           |                                                       |
| Jiménez 18’ Serpa 19’ Orol 27’ Riquer 28’, 39’ Daniel 37’ | Marcatori | 4’ Alex 6’, 25’ Serrano 13’ Jo. Rodríguez 34’ Marcelo |

#### Gara 2
| Arbitri: | Juan Carlos Bolívar Rubira Antón |

|                                    |           |                                           |
| Marcelo 11’, 17’ Mora 15’ Alex 27’ | Marcatori | 3’ Serpa 17’, 37’ Daniel 19’, 33’ Jiménez |

#### Gara 3
| Arbitri: | Francisco Jesús Torres Luis Trujillo |

|                               |           |                                           |
| Marcelo 22’ Jo. Rodríguez 39’ | Marcatori | 4’ Orol 14’ C. Muñoz 22’, 28’, 35’ Daniel |

## Supercoppa di Spagna
La 9ª edizione della competizione ha opposto l'ElPozo Murcia, vincitore del campionato, al Segovia, detentore della Coppa di Spagna. Il trofeo è stato assegnato tramite una gara unica disputata a Murcia.
| Murcia 5 settembre 1998, ore --:-- CEST | ElPozo Murcia | 3 – 4 referto | Segovia | Palacio de Deportes |